# Jean-Baptiste Chavoix (1738-1818)
Pour les articles homonymes, voir Chavoix.
Jean-Baptiste Chavoix (4 octobre 1738, Juillac - 19 septembre 1818, Juillac), est un avocat et homme politique français.

## Biographie
Avocat, il est élu député du tiers état aux États généraux de 1789 par la sénéchaussée de Limoges.
Il devient haut juré dans le département de la Corrèze le 24 germinal an V, puis conseiller général.